# Computerbraille

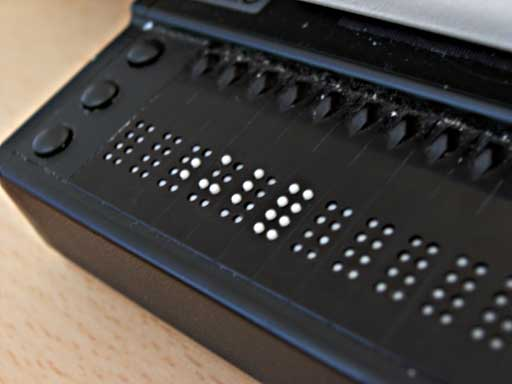
Braillezeile zur Verwendung am Computer

Computerbraille ist eine Abwandlung der Brailleschrift für die Nutzung am Computer. Sie hat statt der üblichen sechs Punkte noch zwei weitere, um Sonderzeichen darstellen zu können.
Bei der Einführung der Computer wurde es notwendig, die Anzahl der Zeichen der Brailleschrift so zu verändern, dass jedes Zeichen des Computers genau einem einzigen Braillezeichen entspricht. Mit der Erhöhung auf acht Braille-Punkte waren wie beim 8-bit-Code eines Computers insgesamt 28 = 256 verschiedene Zeichen möglich. Diesem als Computerbraille bezeichneten 8-Punkt-Braille wurden unterhalb der sechs üblichen Punkte noch zwei weitere Punkte hinzugefügt. Diese acht Punkte werden nach folgendem Schema nummeriert:
Die Eingabe der Braillezeichen erfolgt über eine Braille-Tastatur oder über eine normale Computertastatur. Gelesen wird die Brailleschrift nicht auf einem Monitor, sondern mit einem Brailledisplay, auch Braillezeile genannt, mit dem die Zeichen dynamisch durch kleine Stifte angezeigt werden. Braillezeilen gibt es in sehr vielen unterschiedlichen Größen und Varianten.
Mit einem speziellen Programm (Screenreader) wird der Bildschirm ausgelesen und zeilenweise dargestellt. Der blinde Computer-Nutzer 'sieht' also nicht den ganzen Bildschirm, sondern muss sich den Bildschirm-Inhalt zeilenweise mit den Fingern erlesen. Ein sehr effektives Arbeiten ist in Kombination mit einer Normaltastatur möglich. Eine Maus wird nicht benötigt, dafür muss der Blinde eine ganze Reihe von Tastaturkombinationen (shortcuts) beherrschen.

## Eurobraille
Als Eurobraille bezeichnet man nun die Zuordnung der 256 Zeichen eines westeuropäischen Zeichensatzes zu den 256 möglichen 8-Punkt-Braille-Zeichen des Computerbraille. Damit können zum Beispiel alle 256 Zeichen eines 8-Bit-Zeichensatzes dargestellt werden. Jedem Zeichen, ob Groß- oder Kleinbuchstabe, ob Zahl oder Grafikzeichen usw., ist genau ein 8-Punkt-Braille-Zeichen zugeordnet. Außerhalb Europas existieren andere Computerbraille-Definitionen.
Genaugenommen gibt es mehrere Zeichensätze, die 1986 für verschiedene westeuropäische Sprachen als Eurobraille definiert wurden. Der heute wohl am meisten benutzte Zeichensatz ist ISO 8859-1, der größtenteils mit dem westeuropäischen ANSI-Zeichensatz von Windows übereinstimmt. Ein wichtiger Grundsatz von Eurobraille ist es, Schwarzschriftzeichen, die in mehreren dieser Zeichensätze vorkommen, immer mit denselben Braillezeichen darzustellen.
Durch die Anpassung an verschiedene Sprachen und Zeichensätze wurden einige Änderungen gegenüber dem 6-Punkt-Braille notwendig. Aufgrund dieser Abweichungen bei der Punkte-Belegung der 8-Punkt-Braillezeichen (Eurobraille) von denen der 6-Punkt-Braillezeichen (Literaturbraille) stehen beim normalen Arbeiten am PC nicht die gewohnten Kürzungen der Blindenvollschrift und der Blindenkurzschrift zur Verfügung.
Großbuchstaben werden durch Anfügen des Punktes 7 gebildet, kleine Umlaute erhalten den Punkt 8, große Umlaute werden nach unten gesetzt. Die in der Vollschrift den Lautzeichen zugeordneten Braillezeichen wurden unter anderem den Ziffern zugeordnet.
Die wichtigsten Unterschiede:
```
Ziffern:
   (P16)   = 1    (P126)   = 2    (P146)  = 3    (P1456) = 4    (P156) = 5
   (P1246) = 6    (P12456) = 7    (P1256) = 8    (P246)  = 9    (P346) = 0
```

```
Umlaute:
   (P3458) = ä    (P2468) = ö     (P12568) = ü   (P34568) = ß   (P567) = Ä   (P358) = Ö   (P2368) = Ü
```

Um am Computer arbeiten zu können, müssen blinde Menschen zusätzlich zur Brailleschrift etliche Zeichen neu erlernen. Neben den Großbuchstaben, Ziffern und Umlauten rechnet man mit circa 30 weiteren neuen Zeichen, die man beherrschen sollte.